# Birgit Åkesson
Pour les articles homonymes, voir Åkesson.
Anna Ida Birgit Åkesson, née le 24 mars 1908 à Malmö et morte le 24 mars 2001 à Stockholm, est une chorégraphe, danseuse et chercheuse en danse.

## Biographie
Birgit Åkesson naît le 24 mars 1908 à Malmö.
Elle est formée en tant que danseuse à l’école de Mary Wigman à Dresde de 1929 à 1931. Après avoir dansé avec elle quelques années, Åkesson sait qu'elle aspire à quelque chose d'autre de cet art, mais elle ne peut pas encore tout à fait mettre le doigt dessus. Elle veut explorer les possibilités et les limites du corps. Elle décide ensuite d'aller à Paris et de repartir à zéro. Selon elle, elle écoute son corps et les souvenirs qui y sont enfuis. En 1934, elle fait ses débuts avec sa propre chorégraphie à la Comédie-Française à Paris, mais ce n'est qu'en 1951 qu'elle fait une véritable percée en interprétant deux solos, dont l'un en silence complet. Après ces représentations, la presse s'emballe et elle devient rapidement  l'une des figures de proue de la danse d'avant-garde européenne.
Dans les années 1950, elle collabore avec l'imprimeur de textes et de musique Erik Lindegren et Karl-Birger Blomdahl et crée plusieurs œuvres au Royal Swedish Opera de Stockholm. Elle créé principalement des ballets, mais aussi des scènes de danse dans l'opéra Aniara, où le rôle d'Åkesson dans le décor de 1959 est parmi les plus connus. Aniara est un exemple d'un idiome avant-gardiste de la danse expressionniste. Elle quitte l'Opéra en 1967 et passe ensuite beaucoup de temps sur des voyages de recherche. Åkesson veut trouver l'essence même de la danse et de ses racines, ce qui l'amène en Afrique. Elle dit que la danse en Europe a perdu le contact avec son origine, et que les meilleures façons d'étudier ses origines sont en Afrique. De là, elle collectionne un certain nombre de masques de danse de différents pays. Après la mort d'Åkesson, sa collection de masques de danse est donnée au Musée d'ethnographie de Suède, qui les exposent ensuite en 2008. Birgit Åkesson a été l'une des premières chorégraphes suédoises des années 1900.

### Famille
Elle et Egon Møller-Nielsen ont une fille, Mona. Elle est mariée à Carl Fredrik Reuterswärd.

## Filmographie
- 1948 - Fruktbarhet
- 1954 - Balettprogram

## Chorégraphie
- 1948 - Fruktbarhet

## Prix et distinctions
- 1962 - Médaille Carina Ari
- 1980 - Läkerols kulturpris | Läkerols svenska kulturpris
- 1992 - Nom des professeurs
- 1998 - Elle reçoit le grand prix de l'Académie suédoise.
- 1998 - Doctorat honorifique en philosophie à l'Université de Stockholm
- 1999 - Elle obtient un doctorat honorifique de l'Université de Stockholm.
- 2000 - Prix culturel Sydsvenska Dagbladets